# Norwegian Air Norway
Norwegian Air Norway este compania aeriană a Norvegiei, parte a grupului Norwegian. Creată pe 17 iunie 2013, operează servicii regulate de la aeroportul Oslo-Gardermoen. Toate aeronavele sunt înregistrate în Norvegia.